# Tokio (Stadt)
Tokio (jap. 東京市, Tōkyō-shi) war eine japanische Stadt in der alten Präfektur Tokio (東京府, Tōkyō-fu). Sie bestand vom 1. Mai 1889 bis zum 1. Juli 1943, als sie mit der alten zur neuen Präfektur Tokio (東京都, Tōkyō-to) verschmolz. Die heutigen 23 Bezirke (in ihrer Gesamtheit als Tokio bezeichnet) entsprechen diesem historischen Tokio.
Häufig wird der Begriff einer Stadt Tokio heute benutzt, um diese 23 Bezirke kollektiv zu benennen. Da diese weder einen gemeinsamen Bürgermeister noch Stadtrat teilen, bilden sie jedoch auch administrativ keine Stadt. Die Bezirke sind fast eigenständige Städte unter teilweiser Verwaltung der Präfektur.

## Geschichte

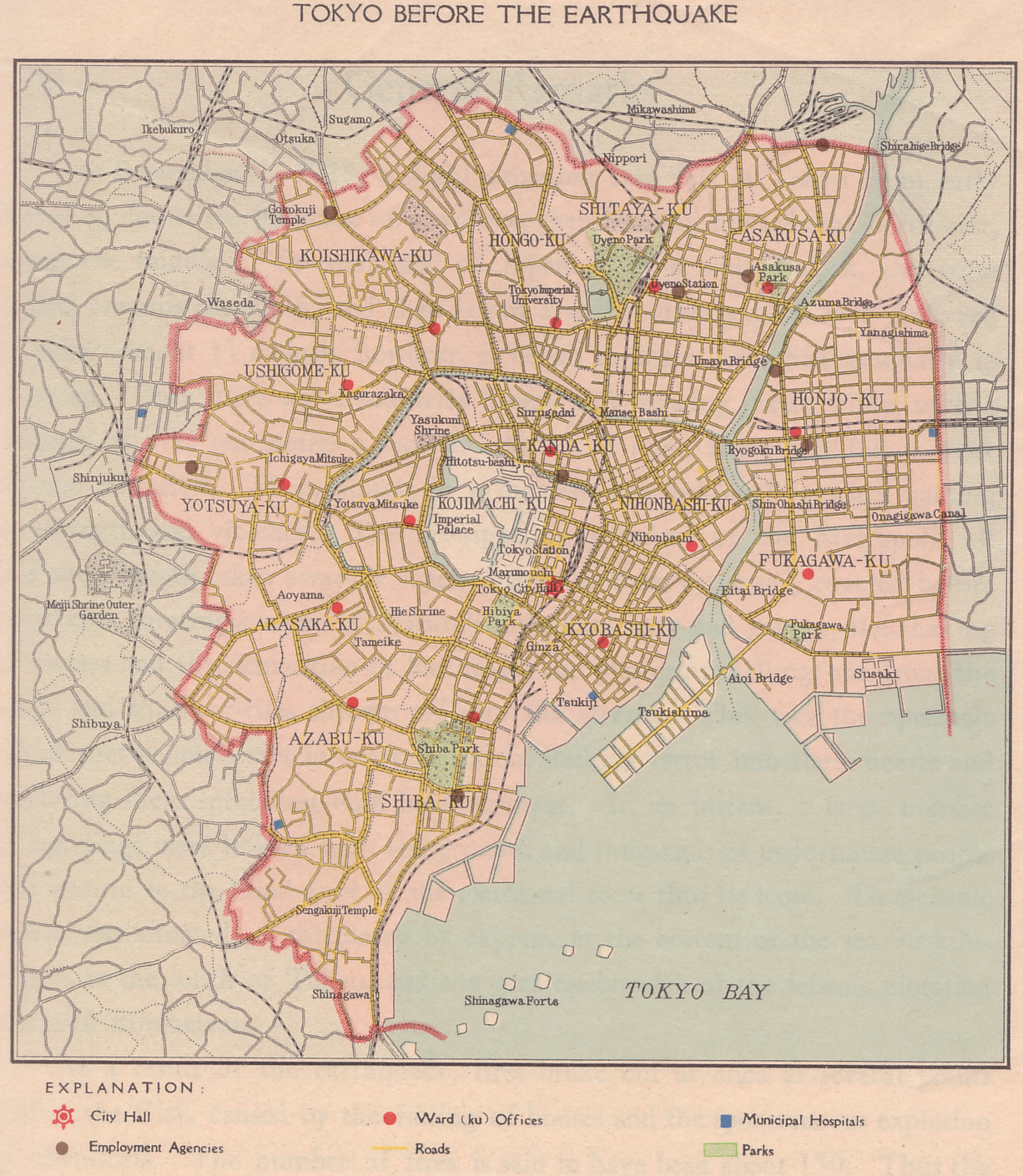
Karte von Tokio vor dem Großen Kantō-Erdbeben 1923

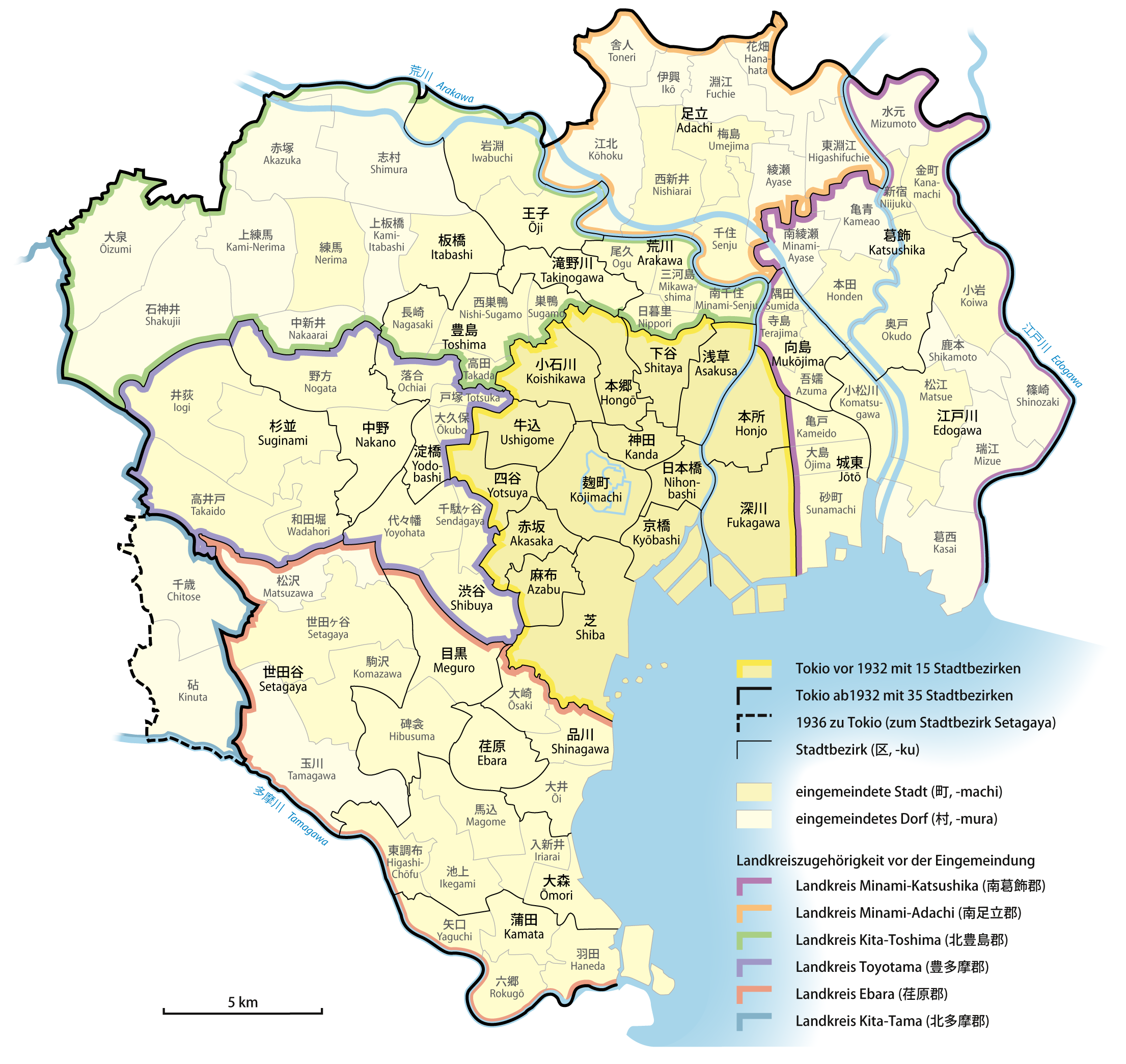
Eingemeindungen in die Stadt Tokio 1932 und 1936

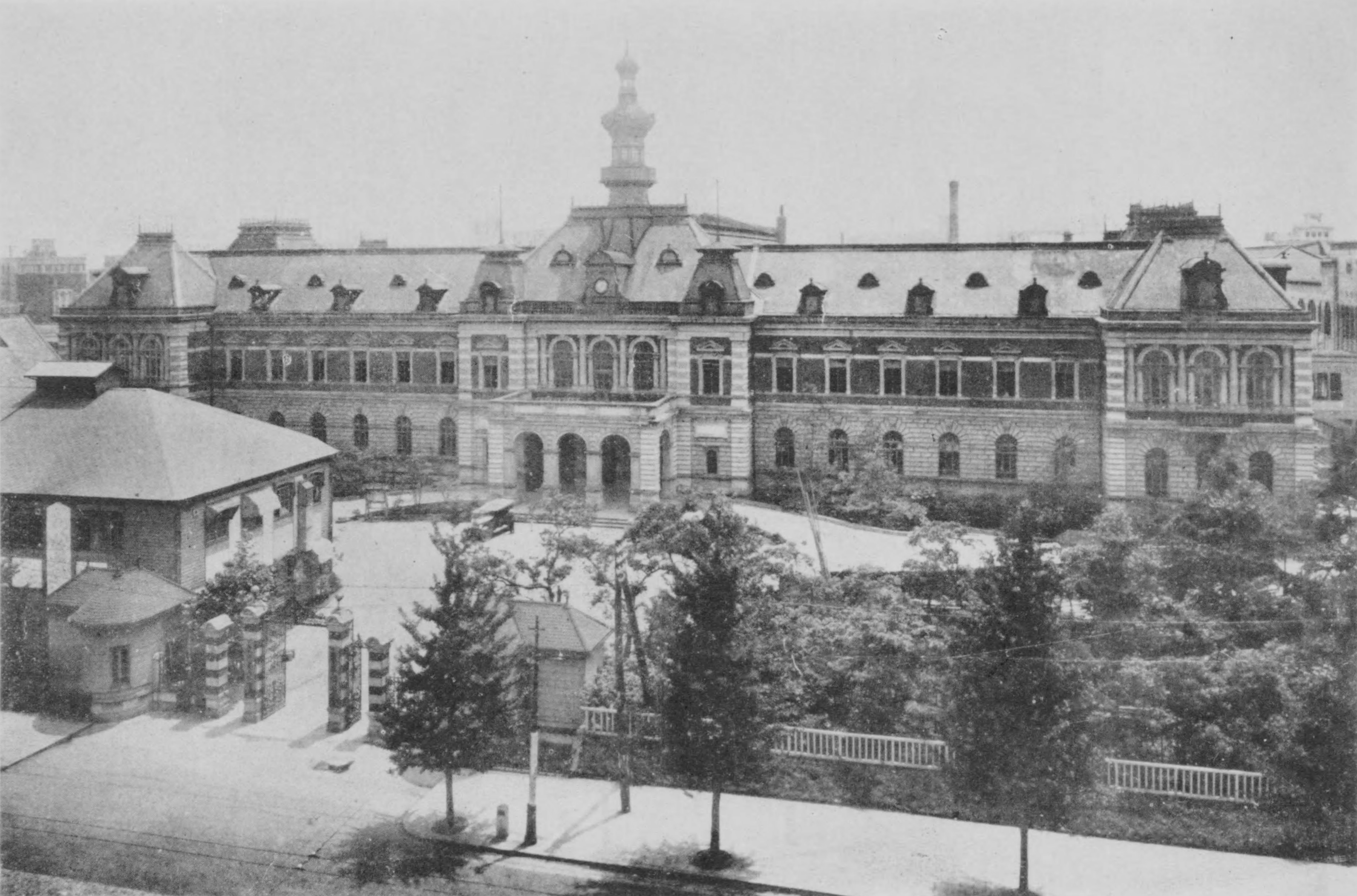
Das Gebäude der Präfekturverwaltung (Tokyo Prefectural Government Building) 1894–1943 und nach der Trennung der Stadtverwaltung 1898 gleichzeitig Rathaus (Tokyo City Hall), ab 1943 bis zur Zerstörung Tokyo Metropolitan Government Building

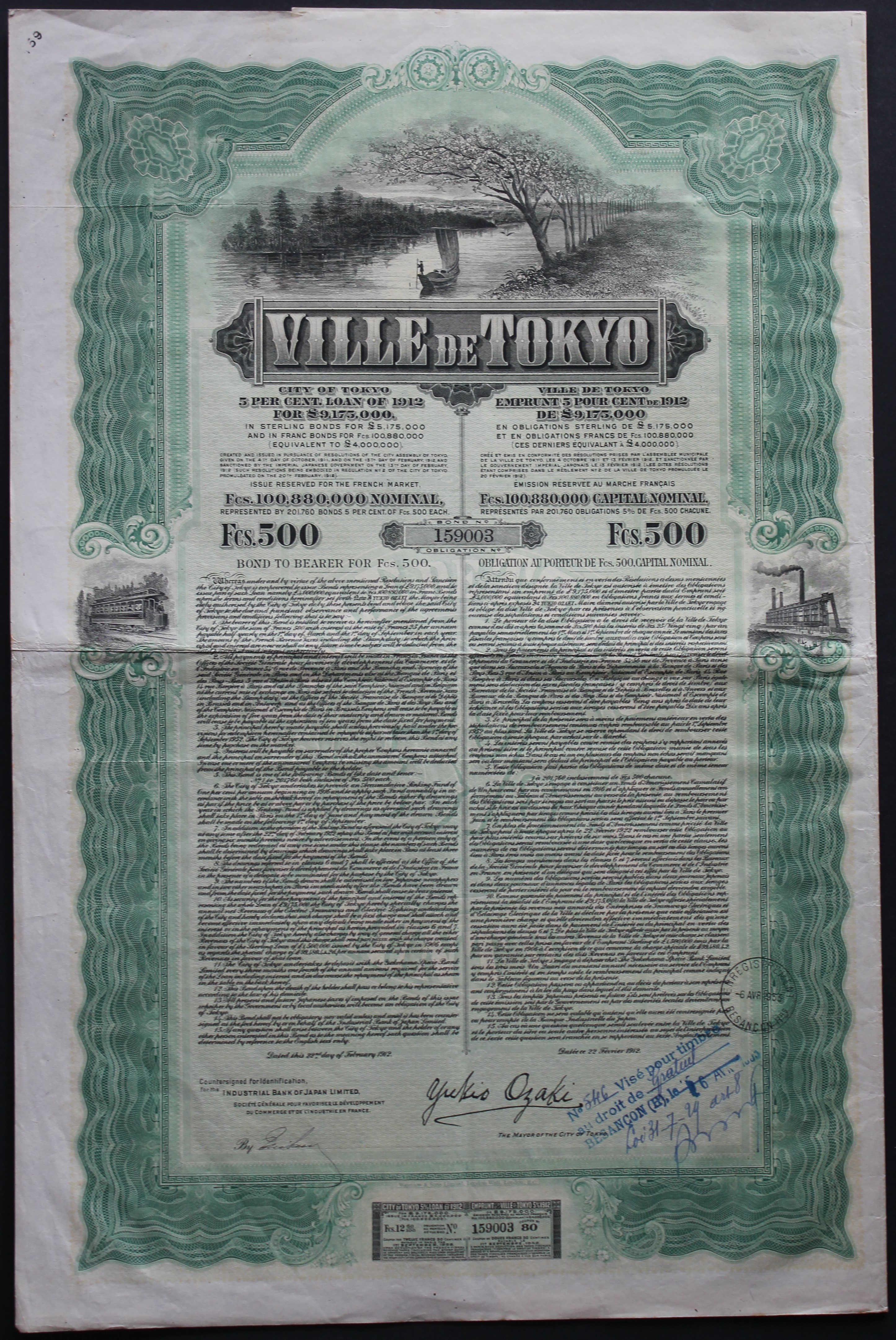
Anleihe der Stadt Tokio vom 22. Februar 1912

Im Jahre 1867 trat der Shōgun Tokugawa Yoshinobu zurück und stellte die kaiserliche Herrschaft wieder her. Im darauffolgenden Jahr wurde der Sitz des Tokugawa-Shōgunats, die Stadt Edo, zum Sitz der neuen Regierung und in Tokio (wörtlich: östliche Hauptstadt) umbenannt. Kurz darauf wurde die alte Präfektur Tokio (-fu) gegründet. Die Präfektur bestand ursprünglich nur aus der Stadt, wurde aber schnell auf ihre heutigen Ausmaße vergrößert.
Die Präfektur bestand 1878 aus 15 Ku (Bezirke) und 6 Gun (Landkreise). Diese Stadtbezirke, die auf dem Boden des alten Edo entstanden, waren:
- Kōjimachi (heute: Chiyoda)
- Kyōbashi (heute: Chūō)
- Kanda (heute: Chiyoda)
- Nihonbashi (heute: Chūō)
- Fukagawa (heute: Kōtō)
- Honjo (heute: Sumida)
- Asakusa (heute: Taitō)
- Shitaya (heute: Taitō)
- Hongō (heute: Bunkyō)
- Koishikawa (heute: Bunkyō)
- Ushigome (heute: Shinjuku)
- Yotsuya (heute: Shinjuku)
- Akasaka (heute: Minato)
- Azabu (heute: Minato)
- Shiba (heute: Minato)

Mit der Gemeindereform von 1889, in der Gemeinden zu Mura (Dörfer), Chō (Kleinstädte) oder Shi (Großstädte) ernannt wurden, erfolgte die Ernennung zur Shi. Die Stadt blieb jedoch abhängig von der Präfektur, da der Präfekturgouverneur gleichermaßen auch Bürgermeister war. Ab dem Jahre 1898 wurde der Bürgermeister unabhängig gewählt.
1932 wurden 82 Gemeinden aus fünf Landkreisen in die Stadt Tokio eingemeindet, das erweiterte Stadtgebiet wurde auch als Dai-Tōkyō (大東京), „Groß-Tokio“, bezeichnet. Die Fläche der Stadt Tokio wuchs von 80,5 auf 478,6 km², die Einwohnerzahl von rund 2,1 auf 5,4 Millionen (Einwohnerzahlen von 1933). Das eingemeindete Gebiet wurde in 20 neue Stadtbezirke eingeteilt:
- Jōtō (heute: Kōtō)
- Mukōjima (heute: Sumida)
- Arakawa
- Takinokawa (heute: Kita)
- Toshima
- Yodobashi (heute: Shinjuku)
- Shibuya
- Meguro
- Shinagawa
- Ebara (heute: Shinagawa)
- Edogawa
- Katsushika
- Adachi
- Ōji (heute: Kita)
- Itabashi (heute: Itabashi und Nerima)
- Nakano
- Suginami
- Setagaya
- Ōmori (heute: Ōta)
- Kamata (heute: Ōta)

1936 wurden zwei weitere Gemeinden eingemeindet und dem Bezirk Setagaya zugeschlagen. Danach entsprach das Stadtgebiet abgesehen von kleineren Grenzkorrekturen und Neulandgewinnungen dem der späteren 23 Bezirke.
Im Jahre 1943 wurde das Tōkyō-tosei erlassen: Stadt Tokio und die alte Präfektur Tokio zur neuen Präfektur Tokio (-to) vereint. Die Stadtbezirke wurden direkt von der Präfektur verwaltet und die Stadt Tokio hörte auf zu bestehen.
Im Jahre 1947 fand eine Präfekturreform statt, in der Tokio denselben Status wie andere Präfekturen erhielt, während sie ihren Namen (-to statt des üblichen -ken) und besondere Zuständigkeit für das Stadtgebiet von Tokio beibehielt. Die Anzahl der Bezirke wurde auf 22 gesenkt. Jeder davon erhielt einen Status vergleichbar mit einer Stadt.
Nerima wurde 1947 von Itabashi abgespalten und zum 23. Bezirk.